# Разова чучулига
Разова чучулига (Alauda razae) е вид птица от семейство Чучулигови (Alaudidae). Видът е критично застрашен от изчезване.

## Разпространение
Разпространен е в Кабо Верде.